# أنيس بيرو
أنيس بيرو سياسي مغربي، من مواليد بركان سنة 1962. في أكتوبر 2007 عين كاتبًا للدولة لدى وزير السياحة والصناعة التقليدية، مكلفا بالصناعة التقليدية.
- حصل على دبلوم مهندس في الإحصاء الاقتصادي، وشغل ما بين سنتي 1982 و1985 منصب رئيس قسم الاقتصاد والتوثيق بمديرية التخطيط والدراسات بوزارة الأشغال العمومية.
- وفي سنة 1990 عين رئيسا لمصلحة التسعير قبل أن يتولى ما بين سنتي 1993 و1995 منصب مستشار في التدبير لدى المديرية العامة للمياه ثم رئيس الوحدة المركزية للتنظيم بوزارة الاشغال العمومية مابين سنتي 1995 و1997.
- شغل منصب مدير ديوان كاتب الدولة للتعاون الوطني ما بين سنتي 1997 و1998، ثم مدير ديوان وزير التعليم العالي وتكوين الأطر والبحث العلمي ما بين سنتي 1998 و2002.
- تقلد ما بين سنتي 2002 و2003 منصب مدير المكتب الوطني للأعمال الجامعية الاجتماعية والثقافية قبل أن يعين في سنة 2003 كاتبًا عامًا لوزارة تحديث القطاعات العمومية، وهو المنصب الذي ظل يشغله إلى حين تعيينه سنة 2004 من طرف الملك محمد السادس كاتبًا للدولة لدى وزير التربية الوطنية والتعليم العالي وتكوين الأطر والبحث العلمي، مكلفا بمحاربة الأمية وبالتربية غير النظامية.
- وفي 15 أكتوبر 2007 عين كاتبًا للدولة لدى وزير السياحة والصناعة التقليدية، مكلفا بالصناعة التقليدية إلى غاية 2012.
- في 10 أكتوبر 2013 عينه الملك محمد السادس اليوم وزيراً مكلفاً بالمغاربة المقيمين بالخارج وشؤون الهجرة.[1]